# Helmut Koester
Helmut Heinrich Karl Ernst Köester (18 décembre 1926 - 1er janvier 2016) est un universitaire américain d'origine allemande qui s'est spécialisé dans le Nouveau Testament et les origines du christianisme à la Harvard Divinity School. Ses recherches portent principalement sur l'interprétation du Nouveau Testament, l'histoire du christianisme primitif et l'archéologie de la période du origines du christianisme.

## Biographie
Koester est né à Hambourg. Il étudie sous la direction de Rudolf Bultmann à l'université de Marburg, en Allemagne, après avoir été libéré d'un camp de prisonniers de guerre en 1945. Il présente sa thèse en 1954 et devient ensuite assistant de Günther Bornkamm à l'université de Heidelberg de 1954 à 1956. Koester commence à enseigner à la Harvard Divinity School en 1958 et devient professeur de recherche John H. Morison de théologie et professeur de recherche Winn sur l'histoire ecclésiastique en 2000. Koester est coéditeur et président du comité de rédaction du Nouveau Testament de la série de commentaires "Hermeneia": A Critical and Historical Commentary on the Bible" publié par Fortress Press (Minneapolis). Il est président de la Society of Biblical Literature (1991), membre de la Studiorum Novi Testamenti Societas (SNTS) et est élu membre de l'Académie américaine des arts et des sciences.
Koester est ordonné ministre de l'Église luthérienne. En 1953, il épouse Gisela Harrassowitz, avec laquelle il a quatre enfants, nommés Reinhild, Almut, Ulrich et Heiko. Il a trois petits-enfants, dont Christopher, Lukas et Alexander. Il meurt le 1er janvier 2016, à l'âge de 89 ans.

## Travail
Dans sa thèse (publiée sous le titre Synoptische Überlieferung bei den Apostolischen Vätern, (La tradition synoptique chez les Pères apostoliques)), Koester a pu démontrer qu'une grande partie du matériel des soi-disant Pères apostoliques qui est parallèle aux éléments des Évangiles synoptiques ne doit pas nécessairement refléter une dépendance à la forme écrite des Synoptiques que nous connaissons. C'est là une observation extrêmement importante, à laquelle devront se référer toutes les études ultérieures sur les premières traditions évangéliques chrétiennes. Parmi ses nombreuses publications ultérieures, son Introduction au Nouveau Testament en deux volumes est devenue un ouvrage de référence standard. Koester considère que les récits de la naissance virginale de Jésus ont des racines dans la mythologie hellénistique.

## Œuvres sélectionnées

### Livres
- Helmut Koester, Synoptische Überlieferung bei den Apostolischen Vätern. TU. 65, Berlin, 1957
- Helmut Koester et James M. Robinson, Trajectories through Early Christianity, Philadelphie, PA: Fortress, 1971 (ISBN 9780800600587, OCLC 153829)
- Helmut Koester, History, Culture, and Religion of the Hellenistic Age. Introduction to the New Testament, vol. 1, New York: De Gruyter, 1982, 444 p. (ISBN 9783110814064, OCLC 857587519, lire en ligne)
- Helmut Koester, Introduction to the New Testament. Hermeneia : foundations and facets, vol. 1, Minneapolis, MS: Fortress Press, 1982, 408 p. (ISBN 9780800621001, OCLC 8669669)
- Helmut1982 Koester, Introduction to the New Testament. Hermeneia : foundations and facets, vol. 2, Minneapolis, MS: Fortress Press (ISBN 9780800621018, OCLC 8669669)
- Helmut Koester, History and Literature of Early Christianity. Introduction to the New Testament, vol. 2, New York: De Gruyter, 1985, 416 p. (ISBN 9783110812657, OCLC 979906796, lire en ligne)
- Helmut Koester, Ancient Christian Gospels : Their History and Development, Harrisburg: Trinity Press International, 1990, 488 p. (ISBN 0334024501)
- Helmut Koester, Paul & His World : Interpreting the New Testament in Its Context, Minneapolis, MS: Fortress Press, 2007, 301 p. (ISBN 9780800638900, OCLC 71004165)
- Helmut Koester, From Jesus to the Gospels : Interpreting the New Testament in Its Context, Minneapolis, MS: Fortress Press, 2007, 311 p. (ISBN 9780800620936, OCLC 86117504)